# Discogastrella gruenbergi
Discogastrella gruenbergi är en tvåvingeart som beskrevs av Günther Enderlein 1911. Discogastrella gruenbergi ingår i släktet Discogastrella och familjen fritflugor. Inga underarter finns listade i Catalogue of Life.